# Nordijsko zlato
Nordijsko zlato (švedski: nordiskt guld) legura je bakra koja se rabi za izradu medalja ili kovanica. Od njega su načinjene kovanice eura od 10, 20 i 50 centi, a izvorno ga je 1991. godine izumila Mariann Sundberg za kovanice od 5 i 10 švedskih kruna.

## Kemijski sastav
Unatoč nazivu, legura uopće ne sadrži zlato, već se sastoji od nekoliko neplemenitih metala te bojom podsjeća na zlato. Metali od kojih se sastoji legura su:
- 89 % bakar
- 5 % aluminij
- 5 % cink
- 1 % kositar